# Barytone
Baryton is een soort viola da gamba, met 6 speelsnaren. De baryton heeft veel extra losse snaren, die kunnen worden getokkeld en met hun resonanties zorgen voor een rijke en zachte klank.
Joseph Haydn schreef voor zijn werkgever prins Nikolaus Esterházy een liefhebber van dit instrument 121 barytontrio’s, en de violist Luigi Tomasini, concertmeester in het Esterházy-orkest componeerde 24 trios.